# Малый Березяк
Ма́лый Березя́к — река в России на Южном Урале, протекает в Саткинском районе Челябинской области в национальном парке «Зюраткуль». Длина Малого Березяка составляет 15 км.
Начинается между горами Елавда и Каменная, течёт в юго-западном направлении через поросшую елово-пихтовым лесом местность. Пересекает урочище Малиновый Угол, западнее горы Караташ хребта Уреньга поворачивает на запад. Устье Малого Березяка находится в 25 км по левому берегу реки Березяк.

## Данные водного реестра
По данным государственного водного реестра России относится к Камскому бассейновому округу, водохозяйственный участок реки — Уфа от Нязепетровского гидроузла до Павловского гидроузла, без реки Ай, речной подбассейн реки — Белая. Речной бассейн реки — Кама.
Код объекта в государственном водном реестре — 10010201112111100023163.